# Vampyriscus nymphaea
Vampyriscus nymphaea — вид родини листконосові (Phyllostomidae), ссавець ряду лиликоподібні (Vespertilioniformes, seu Chiroptera).

## Середовище проживання
Країни поширення: Колумбія, Коста-Рика, Еквадор, Нікарагуа і Панама. Зазвичай знаходиться в зрілих вічнозелених лісах.

## Життя
Сідала лаштує в модифікованому листі.